# المرحلة التأهيلية وجولة المباريات الفاصلة في دوري أبطال أوروبا 2015–16

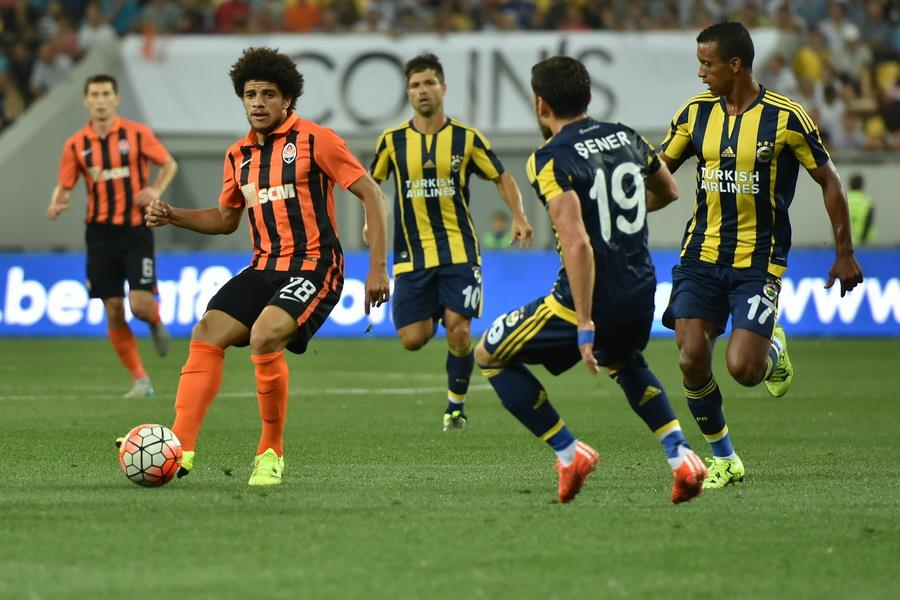

بدأت المرحلة التأهيلية وجولة المباريات الفاصلة في دوري أبطال أوروبا 2015–16 في 30 يونيو وانتهت في 26 أغسطس 2015. شارك ما مجموعه 56 فريقًا في المرحلة التأهيلية وجولة المباريات الفاصلة للبت في 10 من الأماكن الـ32 في مرحلة المجموعات من دوري أبطال أوروبا 2015–16.
كافة الأوقات هي بتوقيت وسط أوروبا الصيفي (ت ع م+2).

## تواريخ الجولات والقرعات
عقدت جميع القرعات في مقر اليويفا في نيون، سويسرا.
| الجولة                   | تاريخ وتوقيت القرعة  | مباراة الذهاب           | مباراة الإياب    |
| ------------------------ | -------------------- | ----------------------- | ---------------- |
| الجولة التأهيلية الأولى  | 22 يونيو 2015، 12:00 | 30 يونيو – 1 يوليو 2015 | 7–8 يوليو 2015   |
| الجولة التأهيلية الثانية | 22 يونيو 2015، 12:00 | 14–15 يوليو 2015        | 21–22 يوليو 2015 |
| الجولة التأهيلية الثالثة | 17 يوليو 2015، 12:00 | 28–29 يوليو 2015        | 4–5 أغسطس 2015   |
| جولة المباريات الفاصلة   | 7 أغسطس 2015، 12:00  | 18–19 أغسطس 2015        | 25–26 أغسطس 2015 |

## الفرق
كان هناك مساران تم تفصل الفرق إليهما أثناء التصفيات.
- مسار الأبطال، والذي شمل جميع الأبطال المحليين الذين لم يتأهلوا لمرحلة المجموعات.
- مسار الدوري، (يسمي أيضًا مسار غير الأبطال أو مسار الأفضل ترتيبًا)، الذي شمل جميع غير الأبطال المحليين الذين لم يتأهلوا لمرحلة المجموعات.

فيما يلي الفرق المشاركة (مع معاملات اليويفا للأندية 2015 الخاصة بهم)، مجمعة حسب جولات البداية.
| مفتاح للألوان                                                                           |
| --------------------------------------------------------------------------------------- |
| الفائزين بجولة المباريات الفاصلة صعدوا إلى مرحلة المجموعات في دوري أبطال أوروبا 2015–16 |
| الخاسرين بجولة المباريات الفاصلة دخلوا مرحلة المجموعات في الدوري الأوروبي 2015–16       |
| الخاسرين بالجولة التأهيلية الثالثة دخلوا الدوري الأوروبي جولة المباريات الفاصلة         |

| الفريق           | معامل       |
| مسار الدوري      | مسار الدوري |
| ---------------- | ----------- |
| مانشستر يونايتد  | 103.078     |
| فالنسيا          | 99.999      |
| باير 04 ليفركوزن | 87.883      |
| سبورتينغ لشبونة  | 56.276      |
| لاتسيو           | 49.102      |

| الفريق           | معامل        |
| مسار الأبطال     | مسار الأبطال |
| ---------------- | ------------ |
| بازل             | 84.875       |
| ريد بل زالتسبورغ | 43.135       |
| فيكتوريا بلزن    | 41.825       |
| مسار الدوري      |              |
| شاختار دونيتسك   | 86.033       |
| أياكس أمستردام   | 66.195       |
| سيسكا موسكو      | 55.599       |
| كلوب بروج        | 41.440       |
| موناكو           | 31.483       |
| يانغ بويز        | 31.375       |
| سبارتا براغ      | 30.825       |
| فنربخشة          | 30.020       |
| باناثينايكوس     | 19.880       |
| رابيد فيينا      | 15.635       |

| الفريق            | معامل        |
| مسار الأبطال      | مسار الأبطال |
| ----------------- | ------------ |
| ستيوا بوخارست     | 40.259       |
| سلتيك             | 39.080       |
| أبويل             | 35.460       |
| باتي بوريسوف      | 35.150       |
| لودوغورتس رازغراد | 25.350       |
| دينامو زغرب       | 24.700       |
| ماريبور           | 22.225       |
| مكابي تل أبيب     | 18.200       |
| لخ بوزنان         | 17.300       |
| بارتيزان          | 14.775       |
| مالمو             | 12.545       |
| قره باغ           | 11.500       |
| هلسنكي            | 11.140       |
| مولده             | 10.375       |
| ميتييلاند         | 7.960        |
| فيديوتون          | 7.950        |
| سكندربيو كورتشه   | 5.575        |
| ساراييفو          | 5.500        |
| فنتسبيلس          | 5.350        |
| ديلا غوري         | 4.875        |
| ترنتشين           | 4.250        |
| جالغيريس          | 3.900        |
| أستانا            | 3.825        |
| ميلسامي أورهي     | 3.750        |
| رودار بليفليا     | 3.375        |
| فاردار            | 3.175        |
| ستيارنان          | 3.100        |
| فولا إيش          | 2.525        |
| دوندالك           | 2.150        |
| هيبرنيانز         | 1.591        |

| الفريق            | معامل        |
| مسار الأبطال      | مسار الأبطال |
| ----------------- | ------------ |
| ذا نيو سينتس      | 5.575        |
| ليفاديا تالين     | 4.200        |
| بيونيك            | 3.550        |
| سانتا كولوما      | 2.666        |
| كروسيدرز          | 2.475        |
| بي36 توشهافن      | 1.450        |
| لينكولن ريد إيمبس | 0.550        |
| فولغوري فالتشانو  | 0.349        |

## الجولة التأهيلية الأولى

### التصنيف
لعب ما مجموعه ثمانية فرق في الجولة التأهيلية الأولى. القرعة عقدت في 22 يونيو 2015.
| مصنف                                           | غير مصنف                                                 |
| ---------------------------------------------- | -------------------------------------------------------- |
| ذا نيو سينتس ليفاديا تالين بيونيك سانتا كولوما | كروسيدرز بي36 توشهافن لينكولن ريد إيمبس فولغوري فالتشانو |

### الملخص
لعبت مباريات الذهاب في 30 يونيو و1 يوليو، ولعبت مباريات الإياب في 7 يوليو 2015.

| الفريق الأول      | إجم.    | الفريق الثاني    | مباراة الذهاب | مباراة الإياب |
| ----------------- | ------- | ---------------- | ------------- | ------------- |
| لينكولن ريد إيمبس | 2–1     | سانتا كولوما     | 0–0           | 2–1           |
| كروسيدرز          | 1–1 (خ) | ليفاديا تالين    | 0–0           | 1–1           |
| بيونيك            | 4–2     | فولغوري فالتشانو | 2–1           | 2–1           |
| بي36 توشهافن      | 2–6     | ذا نيو سينتس     | 1–2           | 1–4           |

### المباريات
| لينكولن ريد إيمبس | 0–0   | سانتا كولوما |
| ----------------- | ----- | ------------ |
|                   | تقرير |              |

| سانتا كولوما       | 1–2   | لينكولن ريد إيمبس                  |
| ------------------ | ----- | ---------------------------------- |
| إيلديفونس ليما 44' | تقرير | أنتوني باردون 48' · لي كاسيارو 64' |

لينكولن ريد إيمبس فاز 2–1 في الإجمالي.
| كروسيدرز | 0–0   | ليفاديا تالين |
| -------- | ----- | ------------- |
|          | تقرير |               |

| ليفاديا تالين | 1–1   | كروسيدرز        |
| ------------- | ----- | --------------- |
| سيم لوتس 22'  | تقرير | مايكل كارفيل 4' |

1–1 في الإجمالي. كروسيدرز فاز في الأهداف الخارجية.
| بيونيك                                                   | 2–1   | فولغوري فالتشانو |
| -------------------------------------------------------- | ----- | ---------------- |
| فاردغيس ساتوميان 45+2' · سيزار روميرو (لاعب كرة قدم) 48' | تقرير | أدولفو هيرش 71'  |

| فولغوري فالتشانو | 1–2   | بيونيك                                     |
| ---------------- | ----- | ------------------------------------------ |
| Traini 65'       | تقرير | كامو هوفهانيسيان 6' · فاردغيس ساتوميان 41' |

بيونيك فاز 4–2 في الإجمالي.
| بي36 توشهافن           | 1–2   | ذا نيو سينتس               |
| ---------------------- | ----- | -------------------------- |
| هانس باولي سامويلسن 7' | تقرير | سكوت كويغلي 9' · Wilde 90' |

| ذا نيو سينتس                            | 4–1   | بي36 توشهافن     |
| --------------------------------------- | ----- | ---------------- |
| Wilde 15'، 27'، 47' · ماثيو ويليامز 89' | تقرير | Cieślewicz 90+1' |

ذا نيو سينتس فاز 6–2 في الإجمالي.

## الجولة التأهيلية الثانية

### التصنيف
لعب ما مجموعه 34 فريقًا في الجولة التأهيلية الثناية: 30 دخلوا فريقًا في هذه الجولة، والفائزين الأربعة بالجولة التأهيلية الأولى. القرعة عقدت في 22 يونيو 2015.
| المجموعة 1                                    | المجموعة 1                                     | المجموعة 2                                      | المجموعة 2                                                        | المجموعة 3                                                                    | المجموعة 3                                                           |
| مصنف                                          | غير مصنف                                       | مصنف                                            | غير مصنف                                                          | مصنف                                                                          | غير مصنف                                                             |
| --------------------------------------------- | ---------------------------------------------- | ----------------------------------------------- | ----------------------------------------------------------------- | ----------------------------------------------------------------------------- | -------------------------------------------------------------------- |
| أبويل ماريبور مكابي تل أبيب لخ بوزنان قره باغ | ساراييفو أستانا رودار بليفليا فاردار هيبرنيانز | سلتيك باتي بوريسوف مالمو هلسنكي مولده ميتييلاند | فنتسبيلس جالغيريس بيونيك[†] ستيارنان لينكولن ريد إيمبس[†] دوندالك | ستيوا بوخارست لودوغورتس رازغراد دينامو زغرب بارتيزان فيديوتون سكندربيو كورتشه | ذا نيو سينتس[†] ديلا غوري ترنتشين كروسيدرز[†] ميلسامي أورهي فولا إيش |

ملاحظات
1. † Winners of the first qualifying round whose identity was not known at the time of the draw. Teams in italics defeated a team with a higher coefficient in the first qualifying round, thus effectively taking the coefficient of their defeated opponent in the draw for the second qualifying round.

### الملخص
لعبت مباريات الذهاب في 14 و15 يوليو، ولعبت مباريات الإياب في في 21 و22 يوليو 2015.

| الفريق الأول      | إجم.    | الفريق الثاني     | مباراة الذهاب | مباراة الإياب |
| ----------------- | ------- | ----------------- | ------------- | ------------- |
| هيبرنيانز         | 3–6     | مكابي تل أبيب     | 2–1           | 1–5           |
| أبويل             | 1–1 (خ) | فاردار            | 0–0           | 1–1           |
| قره باغ           | 1–0     | رودار بليفليا     | 0–0           | 1–0           |
| ساراييفو          | 0–3     | لخ بوزنان         | 0–2           | 0–1           |
| ماريبور           | 2–3     | أستانا            | 1–0           | 1–3           |
| باتي بوريسوف      | 2–1     | دوندالك           | 2–1           | 0–0           |
| فنتسبيلس          | 1–4[A]  | هلسنكي            | 1–3           | 0–1           |
| ميتييلاند         | 3–0     | لينكولن ريد إيمبس | 1–0           | 2–0           |
| مولده             | 5–1     | بيونيك            | 5–0           | 0–1           |
| مالمو             | 1–0     | جالغيريس          | 0–0           | 1–0           |
| سلتيك             | 6–1     | ستيارنان          | 2–0           | 4–1           |
| ترنتشين           | 3–4     | ستيوا بوخارست     | 0–2           | 3–2           |
| بارتيزان          | 3–0     | ديلا غوري         | 1–0           | 2–0           |
| لودوغورتس رازغراد | 1–3     | ميلسامي أورهي     | 0–1           | 1–2           |
| دينامو زغرب       | 4–1[A]  | فولا إيش          | 1–1           | 3–0           |
| سكندربيو كورتشه   | 6–4     | كروسيدرز          | 4–1           | 2–3           |
| ذا نيو سينتس      | 1–2     | فيديوتون          | 0–1           | 1–1 (ب.و.إ.)  |

ملاحظات
1. ^ أ ب Order of legs reversed after original draw.

### المباريات
| هيبرنيانز                                   | 2–1   | مكابي تل أبيب    |
| ------------------------------------------- | ----- | ---------------- |
| جورجي بيريرا دا سيلفا 74' · جاكسون ليما 85' | تقرير | نوسا إيغيبور 22' |

| مكابي تل أبيب                                                                                               | 5–1   | هيبرنيانز          |
| --- | ----- | ------------------ |
| جورجي بيريرا دا سيلفا 32' (في مرماه) · إيران زاهافي 58' (ركلة.)، 90' · طال بين حاييم 61' · نوسا إيغيبور 82' | تقرير | رودولفو سواريز 52' |

مكابي تل أبيب فاز 6–3 في الإجمالي.
| أبويل | 0–0   | فاردار |
| ----- | ----- | ------ |
|       | تقرير |        |

| فاردار           | 1–1   | أبويل                |
| ---------------- | ----- | -------------------- |
| Ljamčevski 90+4' | تقرير | توماس دي فينسنتي 60' |

1–1 في الإجمالي. أبويل فاز في الأهداف الخارجية.
| قره باغ | 0–0   | رودار بليفليا |
| ------- | ----- | ------------- |
|         | تقرير |               |

| رودار بليفليا | 0–1   | قره باغ                      |
| ------------- | ----- | ---------------------------- |
|               | تقرير | رينالدو دوس سانتوس سيلفا 57' |

قره باغ فاز 1–0 في الإجمالي.
| ساراييفو | 0–2   | لخ بوزنان                               |
| -------- | ----- | --------------------------------------- |
|          | تقرير | كاسبر هاماليانين 40' · دينيس تومالا 62' |

| لخ بوزنان      | 1–0   | ساراييفو |
| -------------- | ----- | -------- |
| باري دوغلاس 6' | تقرير |          |

لخ بوزنان فاز 3–0 في الإجمالي.
| ماريبور        | 1–0   | أستانا |
| -------------- | ----- | ------ |
| ماركو شولير 5' | تقرير |        |

| أستانا                                               | 3–1   | ماريبور      |
| ---------------------------------------------------- | ----- | ------------ |
| Dzholchiev 12' · روجر كاناس 43' · باتريك تووماسي 58' | تقرير | Rajčević 39' |

أستانا فاز 3–2 في الإجمالي.
| باتي بوريسوف                                    | 2–1   | دوندالك            |
| ----------------------------------------------- | ----- | ------------------ |
| ألياكساندر كارنيتسكي 11' · يفغيني يابلونسكي 38' | تقرير | ديفيد ماكميلان 32' |

| دوندالك | 0–0   | باتي بوريسوف |
| ------- | ----- | ------------ |
|         | تقرير |              |

باتي بوريسوف فاز 2–1 في الإجمالي.
| فنتسبيلس     | 1–3   | هلسنكي                                                         |
| ------------ | ----- | -------------------------------------------------------------- |
| Jemeļins 63' | تقرير | عرفان زينيلي 75' (ركلة.) · عثمان جالو 86' · أتومو تاناكا 90+2' |

| هلسنكي           | 1–0   | فنتسبيلس |
| ---------------- | ----- | -------- |
| مايك هافينار 83' | تقرير |          |

هلسنكي فاز 4–1 في الإجمالي.
| ميتييلاند     | 1–0   | لينكولن ريد إيمبس |
| ------------- | ----- | ----------------- |
| Rasmussen 33' | تقرير |                   |

| لينكولن ريد إيمبس | 0–2   | ميتييلاند                             |
| ----------------- | ----- | ------------------------------------- |
|                   | تقرير | مارتين بوشيتش 44' · ميكيل ديولاند 89' |

ميتييلاند فاز 3–0 في الإجمالي.
| مولده                                                                 | 5–0   | بيونيك |
| --------------------------------------------------------------------- | ----- | ------ |
| محمد اليونسي 35'، 44' · أولا كامارا 84'، 90+2' · ماتياس موستروم 90+5' | تقرير |        |

| بيونيك            | 1–0   | مولده |
| ----------------- | ----- | ----- |
| زافين بادويان 74' | تقرير |       |

مولده فاز 5–1 في الإجمالي.
| مالمو | 0–0   | جالغيريس |
| ----- | ----- | -------- |
|       | تقرير |          |

| جالغيريس | 0–1   | مالمو              |
| -------- | ----- | ------------------ |
|          | تقرير | أنتون تينرهولم 55' |

مالمو فاز 1–0 في الإجمالي.
| سلتيك                                  | 2–0   | ستيارنان |
| -------------------------------------- | ----- | -------- |
| ديدريك بوياتا 44' · ستيفان يوهانسن 56' | تقرير |          |

| ستيارنان              | 1–4   | سلتيك                                                                      |
| --------------------- | ----- | -------------------------------------------------------------------------- |
| أولافور كارل فينسن 7' | تقرير | نير بيتون 33' · تشارلي مولغرو 49' · لاي غريفيثس 88' · ستيفان يوهانسن 90+3' |

سلتيك فاز 6–1 في الإجمالي.
| ترنتشين | 0–2   | ستيوا بوخارست                           |
| ------- | ----- | --------------------------------------- |
|         | تقرير | نيكوشور ستانتشيو 63' · يوغرطة حمرون 70' |

| ستيوا بوخارست                               | 2–3   | ترنتشين                           |
| ------------------------------------------- | ----- | --------------------------------- |
| سولاي مونيرو 57' · غريغوري تادي 60' (ركلة.) | تقرير | ويسلي موراييس 13'، 84' · Bero 21' |

ستيوا بوخارست فاز 4–3 في الإجمالي.
| بارتيزان    | 1–0   | ديلا غوري |
| ----------- | ----- | --------- |
| Babović 83' | تقرير |           |

| ديلا غوري | 0–2   | بارتيزان                               |
| --------- | ----- | -------------------------------------- |
|           | تقرير | داركو براشاناتس 37' · أبو بكر عمرو 64' |

بارتيزان فاز 3–0 في الإجمالي.
| لودوغورتس رازغراد | 0–1   | ميلسامي أورهي            |
| ----------------- | ----- | ------------------------ |
|                   | تقرير | ألييكساندرو أندونيوس 41' |

| ميلسامي أورهي                   | 2–1   | لودوغورتس رازغراد             |
| ------------------------------- | ----- | ----------------------------- |
| غيورغي أندرونيتش 26' · Racu 89' | تقرير | واندرسون كريستالدو فارياس 25' |

ميلسامي أورهي فاز 3–1 في الإجمالي.
| دينامو زغرب        | 1–1   | فولا إيش     |
| ------------------ | ----- | ------------ |
| انجيلو هنريكيز 36' | تقرير | سمير حجي 25' |

| فولا إيش | 0–3   | دينامو زغرب                           |
| -------- | ----- | ------------------------------------- |
|          | تقرير | ماركو بياتسا 29'، 40' · ماركو روغ 75' |

دينامو زغرب فاز 4–1 في الإجمالي.
| سكندربيو كورتشه                                            | 4–1   | كروسيدرز        |
| ---------------------------------------------------------- | ----- | --------------- |
| باكاري نيماغا 15' · حمدي صالحي 34'، 83' · برنارد بريشا 76' | تقرير | جوردن أوينز 48' |

| كروسيدرز                                                            | 3–2   | سكندربيو كورتشه                      |
| ------------------------------------------------------------------- | ----- | ------------------------------------ |
| O'Flynn 50' · ماثيو سنودي 90+2' · أندرو ميتشيل (لاعب كرة قدم) 90+3' | تقرير | برنارد بريشا 69' · ليريدون لطيفي 77' |

سكندربيو كورتشه 6–4 في الإجمالي.
| ذا نيو سينتس | 0–1   | فيديوتون    |
| ------------ | ----- | ----------- |
|              | تقرير | Gyurcsó 77' |

| فيديوتون     | 1–1 (ب.و.إ.) | ذا نيو سينتس      |
| ------------ | ------------ | ----------------- |
| Gyurcsó 107' | تقرير        | ماثيو ويليامز 78' |

فيديوتون فاز 2–1 في الإجمالي.

## الجولة التأهيلية الثالثة

### التصنيف
The third qualifying round was split into two separate sections: Champions Route (for league champions) and League Route (for league non-champions). The losing teams in both sections entered the الدوري الأوروبي 2015–16.
A total of 30 teams played in the third qualifying round:
- مسار الأبطال: three teams which entered in this round, and the 17 winners of the second qualifying round.
- مسار الدوري: ten teams which entered in this round.

القرعة عقدت في 17 يوليو 2015.
| مسار الأبطال                                              | مسار الأبطال                                                     | مسار الأبطال                                                           | مسار الأبطال                                                | مسار الدوري                                                | مسار الدوري                                            |
| المجموعة 1                                                | المجموعة 1                                                       | المجموعة 2                                                             | المجموعة 2                                                  | مسار الدوري                                                | مسار الدوري                                            |
| مصنف                                                      | غير مصنف                                                         | مصنف                                                                   | غير مصنف                                                    | مصنف                                                       | غير مصنف                                               |
| --------------------------------------------------------- | ---------------------------------------------------------------- | ---------------------------------------------------------------------- | ----------------------------------------------------------- | ---------------------------------------------------------- | ------------------------------------------------------ |
| بازل ستيوا بوخارست[†] سلتيك[†] ميلسامي أورهي[†] أستانا[†] | لخ بوزنان[†] بارتيزان[†] قره باغ[†] هلسنكي[†] سكندربيو كورتشه[†] | ريد بل زالتسبورغ فيكتوريا بلزن أبويل[†] باتي بوريسوف[†] دينامو زغرب[†] | مكابي تل أبيب[†] مالمو[†] مولده[†] ميتييلاند[†] فيديوتون[†] | شاختار دونيتسك أياكس أمستردام سيسكا موسكو كلوب بروج موناكو | يانغ بويز سبارتا براغ فنربخشة باناثينايكوس رابيد فيينا |

ملاحظات
1. † Winners of the second qualifying round, whose identity was not known at the time of the draw. Teams in italics defeated a team with a higher coefficient in the second qualifying round, thus effectively taking the coefficient of their defeated opponent in the draw for the third qualifying round.

### الملخص
لعبت مباريات الذهاب في 28 و29 يوليو، ولعبت مباريات الإياب في 4 و5 أغسطس 2015.

| الفريق الأول     | إجم.         | الفريق الثاني   | مباراة الذهاب | مباراة الإياب |              |
| مسار الأبطال     | مسار الأبطال | مسار الأبطال    | مسار الأبطال  | مسار الأبطال  | مسار الأبطال |
| ---------------- | ------------ | --------------- | ------------- | ------------- | ------------ |
| لخ بوزنان        | 1–4          | بازل            | 1–3           | 0–1           |              |
| ميلسامي أورهي    | 0–4          | سكندربيو كورتشه | 0–2           | 0–2           |              |
| هلسنكي           | 3–4          | أستانا          | 0–0           | 3–4           |              |
| سلتيك            | 1–0          | قره باغ         | 1–0           | 0–0           |              |
| ستيوا بوخارست    | 3–5          | بارتيزان        | 1–1           | 2–4           |              |
| ميتييلاند        | 2–2 (خ)      | أبويل           | 1–2           | 1–0           |              |
| مكابي تل أبيب    | 3–2          | فيكتوريا بلزن   | 1–2           | 2–0           |              |
| دينامو زغرب      | 4–4 (خ)      | مولده           | 1–1           | 3–3           |              |
| فيديوتون         | 1–2          | باتي بوريسوف    | 1–1           | 0–1           |              |
| ريد بل زالتسبورغ | 2–3          | مالمو           | 2–0           | 0–3           |              |
| مسار الدوري      |              |                 |               |               |              |
| باناثينايكوس     | 2–4          | كلوب بروج       | 2–1           | 0–3           |              |
| يانغ بويز        | 1–7          | موناكو          | 1–3           | 0–4           |              |
| سيسكا موسكو      | 5–4          | سبارتا براغ     | 2–2           | 3–2           |              |
| رابيد فيينا      | 5–4          | أياكس أمستردام  | 2–2           | 3–2           |              |
| فنربخشة          | 0–3          | شاختار دونيتسك  | 0–0           | 0–3           |              |

### المباريات
| لخ بوزنان        | 1–3   | بازل                                                  |
| ---------------- | ----- | ----------------------------------------------------- |
| دينيس تومالا 36' | تقرير | ميشائيل لانغ 34' · مارك يانكو 77' · دافيدي كالا 90+2' |

| بازل                   | 1–0   | لخ بوزنان |
| ---------------------- | ----- | --------- |
| بيركير بيارناسون 90+1' | تقرير |           |

بازل فاز 4–1 في الإجمالي.
| ميلسامي أورهي | 0–2   | سكندربيو كورتشه             |
| ------------- | ----- | --------------------------- |
|               | تقرير | حمدي صالحي 49'، 73' (ركلة.) |

| سكندربيو كورتشه                     | 2–0   | ميلسامي أورهي |
| ----------------------------------- | ----- | ------------- |
| حمدي صالحي 16' · غيرهارد بروغني 55' | تقرير |               |

سكندربيو كورتشه فاز 4–0 في الإجمالي.
| هلسنكي | 0–0   | أستانا |
| ------ | ----- | ------ |
|        | تقرير |        |

| أستانا                                                                                   | 4–3   | هلسنكي                                              |
| ---------------------------------------------------------------------------------------- | ----- | --------------------------------------------------- |
| باتريك تووماسي 44' · روجر كاناس 47' (ركلة.) · دميتري شومكو 56' · يفيجيني بوستنيكوف 90+3' | تقرير | عثمان جالو 4' · Baah 42' · عرفان زينيلي 86' (ركلة.) |

أستانا فاز 4–3 في الإجمالي.
| سلتيك             | 1–0   | قره باغ |
| ----------------- | ----- | ------- |
| ديدريك بوياتا 82' | تقرير |         |

| قره باغ | 0–0   | سلتيك |
| ------- | ----- | ----- |
|         | تقرير |       |

سلتيك فاز 1–0 في الإجمالي.
| ستيوا بوخارست                       | 1–1   | بارتيزان      |
| ----------------------------------- | ----- | ------------- |
| فرناندو لوبيز دوس سانتوس فاريلا 81' | تقرير | Vulićević 62' |

| بارتيزان                                                                              | 4–2   | ستيوا بوخارست                       |
| ------------------------------------------------------------------------------------- | ----- | ----------------------------------- |
| ستيفان بابوفيتش 8' · ماركو يفتوفيتش 60' · أندريا جيفكوفيتش 70' · نيكولا تروييتش 90+1' | تقرير | سولاي مونيرو 11' · يوغرطة حمرون 33' |

بارتيزان فاز 5–3 في الإجمالي.
| ميتييلاند        | 1–2   | أبويل                                        |
| ---------------- | ----- | -------------------------------------------- |
| ياكوب بولسين 88' | تقرير | كيان هانسن 30' (ه.ذ.) · توماس دي فينسنتي 33' |

| أبويل | 0–1   | ميتييلاند          |
| ----- | ----- | ------------------ |
|       | تقرير | إريك سفياتشينكو 3' |

2–2 في الإجمالي. أبويل فاز في الأهداف الخارجية.
| مكابي تل أبيب | 1–2   | فيكتوريا بلزن                             |
| ------------- | ----- | ----------------------------------------- |
| Yitzhaki 79'  | تقرير | أيدين محمودوفيتش 17' · ميلان بيترجيلا 21' |

| فيكتوريا بلزن | 0–2   | مكابي تل أبيب                 |
| ------------- | ----- | ----------------------------- |
|               | تقرير | إيران زاهافي 76' (ركلة.)، 83' |

مكابي تل أبيب فاز 3–2 في الإجمالي.
| دينامو زغرب        | 1–1   | مولده           |
| ------------------ | ----- | --------------- |
| انجيلو هنريكيز 18' | تقرير | أولا كامارا 21' |

| مولده                                                        | 3–3   | دينامو زغرب                                      |
| ------------------------------------------------------------ | ----- | ------------------------------------------------ |
| إعتزاز حسين 43' · محمد اليونسي 52' (ركلة.) · أولا كامارا 75' | تقرير | ماركو بياتسا 17' · آريان آدمي 20' · مارك روغ 22' |

4–4 في الإجمالي. دينامو زغرب فاز في الأهداف الخارجية.
| فيديوتون           | 1–1   | باتي بوريسوف  |
| ------------------ | ----- | ------------- |
| باولو فينيسيوس 89' | تقرير | Karnitsky 56' |

| باتي بوريسوف | 1–0   | فيديوتون |
| ------------ | ----- | -------- |
| Nikolić 82'  | تقرير |          |

باتي بوريسوف فاز 2–1 في الإجمالي.
| ريد بل زالتسبورغ                                | 2–0   | مالمو |
| ----------------------------------------------- | ----- | ----- |
| أندرياس أولمر 51' · مارتين هينتريغر 89' (ركلة.) | تقرير |       |

| مالمو                                                | 3–0   | ريد بل زالتسبورغ |
| ---------------------------------------------------- | ----- | ---------------- |
| Đurđić 7' · ماركوس روزنبرغ 14' · فلاديمير روديتش 42' | تقرير |                  |

مالمو فاز 3–2 في الإجمالي.
| باناثينايكوس                                | 2–1   | كلوب بروج                 |
| ------------------------------------------- | ----- | ------------------------- |
| ماركوس بيرغ 37' · نيكوس كاريليس 65' (ركلة.) | تقرير | بولي بولينغولي-مبومبو 10' |

| كلوب بروج                                                    | 3–0   | باناثينايكوس |
| ------------------------------------------------------------ | ----- | ------------ |
| ديون كولز 53' · فيكتور فازكيز سولسونا 58' · أوبي أولاريه 82' | تقرير |              |

كلوب بروج فاز 4–2 في الإجمالي.
| يانغ بويز   | 1–3   | موناكو                                                   |
| ----------- | ----- | -------------------------------------------------------- |
| Nuzzolo 74' | تقرير | لايفن كورزاوا 64' · غيدو كاريشو 72' · ماريو باشاليتش 75' |

| موناكو                                                                            | 4–0   | يانغ بويز |
| --------------------------------------------------------------------------------- | ----- | --------- |
| إيفان كافاليرو 54' · لايفن كورزاوا 64' · أنتوني مارسيال 70' · ستيفان الشعراوي 77' | تقرير |           |

موناكو فاز 7–1 في الإجمالي.
| سيسكا موسكو                         | 2–2   | سبارتا براغ                             |
| ----------------------------------- | ----- | --------------------------------------- |
| ألان دزاغويف 14' · زوران توشيتش 53' | تقرير | كيهيندي فاتاي 15' · لاديسلاف كريتشي 57' |

| سبارتا براغ                            | 2–3   | سيسكا موسكو                           |
| -------------------------------------- | ----- | ------------------------------------- |
| لاديسلاف كريتشي 6' · كيهيندي فاتاي 16' | تقرير | أحمد موسى 34'، 51' · ألان دزاغويف 76' |

سيسكا موسكو فاز 5–4 في الإجمالي.
| رابيد فيينا                           | 2–2   | أياكس أمستردام      |
| ------------------------------------- | ----- | ------------------- |
| فلوريان كاينتس 48' · روبرت بيريتش 76' | تقرير | دافي كلاسن 25'، 43' |

| أياكس أمستردام                          | 2–3   | رابيد فيينا                           |
| --------------------------------------- | ----- | ------------------------------------- |
| أركاديوش ميليك 52' · نيمانيا غوديلج 75' | تقرير | روبرت بيريتش 12' · لويس شاوب 39'، 77' |

رابيد فيينا فاز 5–4 في الإجمالي.
| فنربخشة | 0–0   | شاختار دونيتسك |
| ------- | ----- | -------------- |
|         | تقرير |                |

| شاختار دونيتسك                                                    | 3–0   | فنربخشة |
| ----------------------------------------------------------------- | ----- | ------- |
| أولكساندر هلادكي 25' · داريو سرنا 65' (ركلة.) · أليكس تيكسيرا 68' | تقرير |         |

شاختار دونيتسك فاز 3–0 في الإجمالي.

## جولة المباريات الفاصلة

### التصنيف
The play-off round was split into two separate sections: Champions Route (for league champions) and League Route (for league non-champions). The losing teams in both sections entered the الدوري الأوروبي 2015–16.
A total of 20 teams played in the play-off round:
- مسار الأبطال: the ten Champions Route winners of the third qualifying round.
- مسار الدوري: five teams which entered in this round, and the five League Route winners of the third qualifying round.

The draw was held on 7 أغسطس 2015.
| مسار الأبطال                                             | مسار الأبطال                                                       | مسار الدوري                                                                   | مسار الدوري                                                    |
| مصنف                                                     | غير مصنف                                                           | مصنف                                                                          | غير مصنف                                                       |
| -------------------------------------------------------- | ------------------------------------------------------------------ | ----------------------------------------------------------------------------- | -------------------------------------------------------------- |
| بازل[†] سلتيك[†] أبويل[†] باتي بوريسوف[†] دينامو زغرب[†] | مكابي تل أبيب[†] بارتيزان[†] مالمو[†] سكندربيو كورتشه[†] أستانا[†] | مانشستر يونايتد فالنسيا باير 04 ليفركوزن شاختار دونيتسك[†][‡] سبورتينغ لشبونة | سيسكا موسكو[†][‡] لاتسيو كلوب بروج[†] موناكو[†] رابيد فيينا[†] |

ملاحظات
1. † الفائزين بالجولة التأهيلية الثالثة.
2. ‡ Due to UEFA's decision in preventing Russian and Ukrainian teams playing each other, شاختار دونيتسك could not be drawn against سيسكا موسكو.

### الملخص
لعبت مباريات الذهاب في 18 و19 أغسطس، ولعبت مباريات الإياب في في 25 و26 أغسطس 2015.

| الفريق الأول    | إجم.                          | الفريق الثاني    | مباراة الذهاب | مباراة الإياب |              |
| مسار الأبطال    | مسار الأبطال                  | مسار الأبطال     | مسار الأبطال  | مسار الأبطال  | مسار الأبطال |
| --------------- | ----------------------------- | ---------------- | ------------- | ------------- | ------------ |
| أستانا          | 2–1                           | أبويل            | 1–0           | 1–1           |              |
| سكندربيو كورتشه | 2–6                           | دينامو زغرب      | 1–2           | 1–4           |              |
| سلتيك           | 3–4                           | مالمو            | 3–2           | 0–2           |              |
| بازل            | 3–3 (قانون أهداف خارج الديار) | مكابي تل أبيب    | 2–2           | 1–1           |              |
| باتي بوريسوف    | 2–2 (قانون أهداف خارج الديار) | بارتيزان         | 1–0           | 1–2           |              |
| مسار الدوري     |                               |                  |               |               |              |
| لاتسيو          | 1–3                           | باير 04 ليفركوزن | 1–0           | 0–3           |              |
| مانشستر يونايتد | 7–1                           | كلوب بروج        | 3–1           | 4–0           |              |
| سبورتينغ لشبونة | 3–4                           | سيسكا موسكو      | 2–1           | 1–3           |              |
| رابيد فيينا     | 2–3                           | شاختار دونيتسك   | 0–1           | 2–2           |              |
| فالنسيا         | 4–3                           | موناكو           | 3–1           | 1–2           |              |

### المباريات
| أستانا         | 1–0   | أبويل |
| -------------- | ----- | ----- |
| Dzholchiev 14' | تقرير |       |

| أبويل            | 1–1   | أستانا                  |
| ---------------- | ----- | ----------------------- |
| سمير شتيليتش 60' | تقرير | نيمانيا ماكسيموفيتش 84' |

أستانا فاز 2–1 في الإجمالي.
| سكندربيو كورتشه  | 1–2   | دينامو زغرب                                   |
| ---------------- | ----- | --------------------------------------------- |
| بليدي شكيمبي 37' | تقرير | العربي هلال سوداني 66' · يوسيب بيفاريتش 90+3' |

| دينامو زغرب                                                  | 4–1   | سكندربيو كورتشه                      |
| ------------------------------------------------------------ | ----- | ------------------------------------ |
| العربي هلال سوداني 9'، 80' · أرمين هودجيتش 15' · Taravel 55' | تقرير | فرانسيسكو ليزفالدو دانييل دوارتي 10' |

دينامو زغرب فاز 6–2 في الإجمالي.
| سلتيك                               | 3–2   | مالمو                    |
| ----------------------------------- | ----- | ------------------------ |
| لاي غريفيثس 3'، 61' · نير بيتون 10' | تقرير | يو إينغه برغه 52'، 90+5' |

| مالمو                                         | 2–0   | سلتيك |
| --------------------------------------------- | ----- | ----- |
| ماركوس روزنبرغ 23' · ديدريك بوياتا 54' (ه.ذ.) | تقرير |       |

مالمو فاز 4–3 في الإجمالي.
| بازل                                         | 2–2   | مكابي تل أبيب           |
| -------------------------------------------- | ----- | ----------------------- |
| ماتياس ديلغادو 39' (ركلة.) · بريل إمبولو 88' | تقرير | إيران زاهافي 31'، 90+6' |

| مكابي تل أبيب    | 1–1   | بازل          |
| ---------------- | ----- | ------------- |
| إيران زاهافي 24' | تقرير | لوكا زوفي 11' |

3–3 في الإجمالي. مكابي تل أبيب فاز في الأهداف الخارجية.
| باتي بوريسوف   | 1–0   | بارتيزان |
| -------------- | ----- | -------- |
| Gordeichuk 75' | تقرير |          |

| بارتيزان                                       | 2–1   | باتي بوريسوف        |
| ---------------------------------------------- | ----- | ------------------- |
| Zhavnerchik 74' (ه.ذ.) · إيفان شابونييتش 90+3' | تقرير | إيهار ستاسيفيتش 25' |

2–2 في الإجمالي. باتي بوريسوف فاز في الأهداف الخارجية.
| لاتسيو              | 1–0   | باير 04 ليفركوزن |
| ------------------- | ----- | ---------------- |
| كيتا بالدي دياو 77' | تقرير |                  |

| باير 04 ليفركوزن                                            | 3–0   | لاتسيو |
| ----------------------------------------------------------- | ----- | ------ |
| هاكان تشالهان أوغلو 40' · أدمير محمدي 48' · كريم بلعربي 88' | تقرير |        |

باير ليفركوزن فاز 3–1 في الإجمالي.
| مانشستر يونايتد                            | 3–1   | كلوب بروج             |
| ------------------------------------------ | ----- | --------------------- |
| ممفيس ديباي 13'، 43' · مروان فيلايني 90+4' | تقرير | مايكل كاريك 8' (ه.ذ.) |

| كلوب بروج | 0–4   | مانشستر يونايتد                            |
| --------- | ----- | ------------------------------------------ |
|           | تقرير | واين روني 20'، 49'، 57' · أندير هيريرا 63' |

مانشستر يونايتد فاز 7–1 في الإجمالي.
| سبورتينغ لشبونة                          | 2–1   | سيسكا موسكو     |
| ---------------------------------------- | ----- | --------------- |
| تيوفيلو غوتييريز 12' · إسلام سليماني 82' | تقرير | سيدو دومبيا 40' |

| سيسكا موسكو                          | 3–1   | سبورتينغ لشبونة      |
| ------------------------------------ | ----- | -------------------- |
| سيدو دومبيا 49'، 72' · أحمد موسى 85' | تقرير | تيوفيلو غوتييريز 36' |

سيسكا موسكو فاز 4–3 في الإجمالي.
| رابيد فيينا | 0–1   | شاختار دونيتسك |
| ----------- | ----- | -------------- |
|             | تقرير | مارلوس 44'     |

| شاختار دونيتسك                    | 2–2   | رابيد فيينا                      |
| --------------------------------- | ----- | -------------------------------- |
| مارلوس 10' · أولكساندر هلادكي 27' | تقرير | لويس شاوب 13' · ستيفن هوفمان 22' |

شاختار دونيتسك فاز 3–2 في الإجمالي.
| فالنسيا                                                  | 3–1   | موناكو             |
| -------------------------------------------------------- | ----- | ------------------ |
| رودريغو مورينو 4' · دانييل باريخو 59' · سفيان فيغولي 86' | تقرير | ماريو باشاليتش 49' |

| موناكو                                      | 2–1   | فالنسيا           |
| ------------------------------------------- | ----- | ----------------- |
| أندريا راجي 17' · أووا إلدرسون إكايجايل 75' | تقرير | ألفارو نيغريدو 4' |

فالنسيا فاز 4–3 في الإجمالي.